# Dawid Lwowitsch Kritschewski
Dawid Lwowitsch Kritschewski (russisch Давид Львович Кричевский, ukrainisch Давид Львович Кричевський Dawyd Lwowytsch Krytschewskyj; * 10. Novemberjul. / 22. November 1894greg. in Romny; † Januar 1942 in Leningrad) war ein ukrainisch-russischer Architekt, Vertreter des Konstruktivismus und Grafiker. In der Literatur wird Kritschewski auch mit dem Vornamen Daniil genannt.

## Leben
Kritschewskis Eltern waren der Kaufmann der 2. Gilde Lew Dawidowitsch Kritschewski und Sara (Sofi) Isaakowna geborene Brodskaja. Der Vater handelte mit Immobilien, war Mitglied des Vorstandes der Zweiten Gesellschaft für gegenseitige Kredite und Mitglied des Vorstandes der Romnyer Hilfsgesellschaft für arme Juden. 1890 litt die Familie unter einem Pogrom, worauf der Onkel nach England auswanderte. Kritschewski besuchte in Romny die Realschule und studierte dann am Petrograder Institut der Zivilingenieure.
1925–1927 erstellten Kritschewski, Alexander Iwanowitsch Gegello und Grigori Alexandrowitsch Simonow in Leningrad einen Erweiterungsbau für die 1913–1916 von Maximilian Ieronimowitsch Kitner, Alexei Iwanowitsch Saserski und Wassili Wassiljewitsch Starostin gebaute Wohnanlage mit Eigentumswohnungen (Uliza Kommissara Smirnowa 15) und machten aus dem Zentralteil dieser Wohnanlage den Wyborg-Kulturpalast, der zum zehnjährigen Jubiläum der Oktoberrevolution eröffnet wurde. In der gleichen Zeit war Kritschewski mit dem Ingenieur Wladimir Fomitsch Railjan an dem Projekt von Gegello und Alexander Iwanowitsch Dmitrijew für den Bau des Hauses der Kultur des Moskowsko-Narwski-Rajons (jetzt Gorki-Kulturpalast, Ploschtschad Statschek 4) im konstruktivistischen Stil beteiligt, das nach Gewinn des Wettbewerbs gebaut und ebenfalls zum 10-jährigen Jubiläum der Oktoberrevolution eröffnet wurde. In dieser Zeit baute Kritschewski mit Gegello und J. G. Grusdewoi auch eine Schule (Mochowaja Uliza 19) und mit Gegello ein Studiengebäude für das Technologie-Institut am Moskowski-Prospekt. Es folgten das Botkin-Krankenhaus (1927–1930 mit Gegello und Simonow), das Haus der Technik-Lehre (1930–1932 mit Gegello und Railjan), der Kulturpalast des Ischora-Werks in Kolpino (1932–1938 mit Gegello), der Kinopalast Gigant (1933–1935 mit Gegello), der Gasa-Kulturpalast für Arbeiter des Putilow-Werks (1930–1935 mit Gegello), das Schulgebäude am Prospekt Statschek 94–96 (1935 mit Grusdewoi), ein Schulgebäude an der Tawritschiskaja Uliza 21 (1936 mit Grusdewoi) und ein neues Gebäude für den Palast der Pioniere (1936–1937 mit Gegello).
Kritschewski starb während der Leningrader Blockade.

## Werke

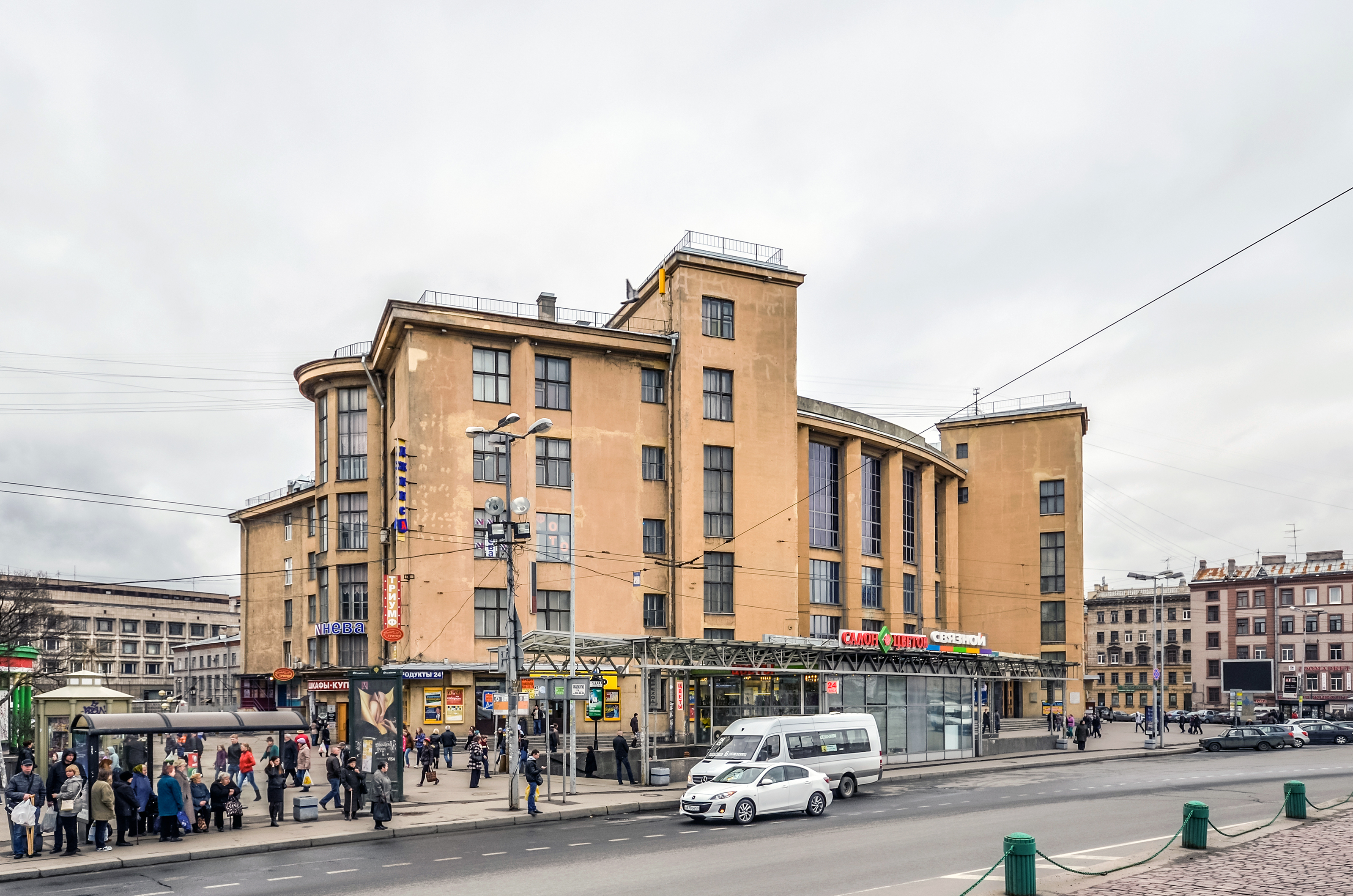
Gorki-Kulturpalast, Ploschtschad Statschek 4, St. Petersburg
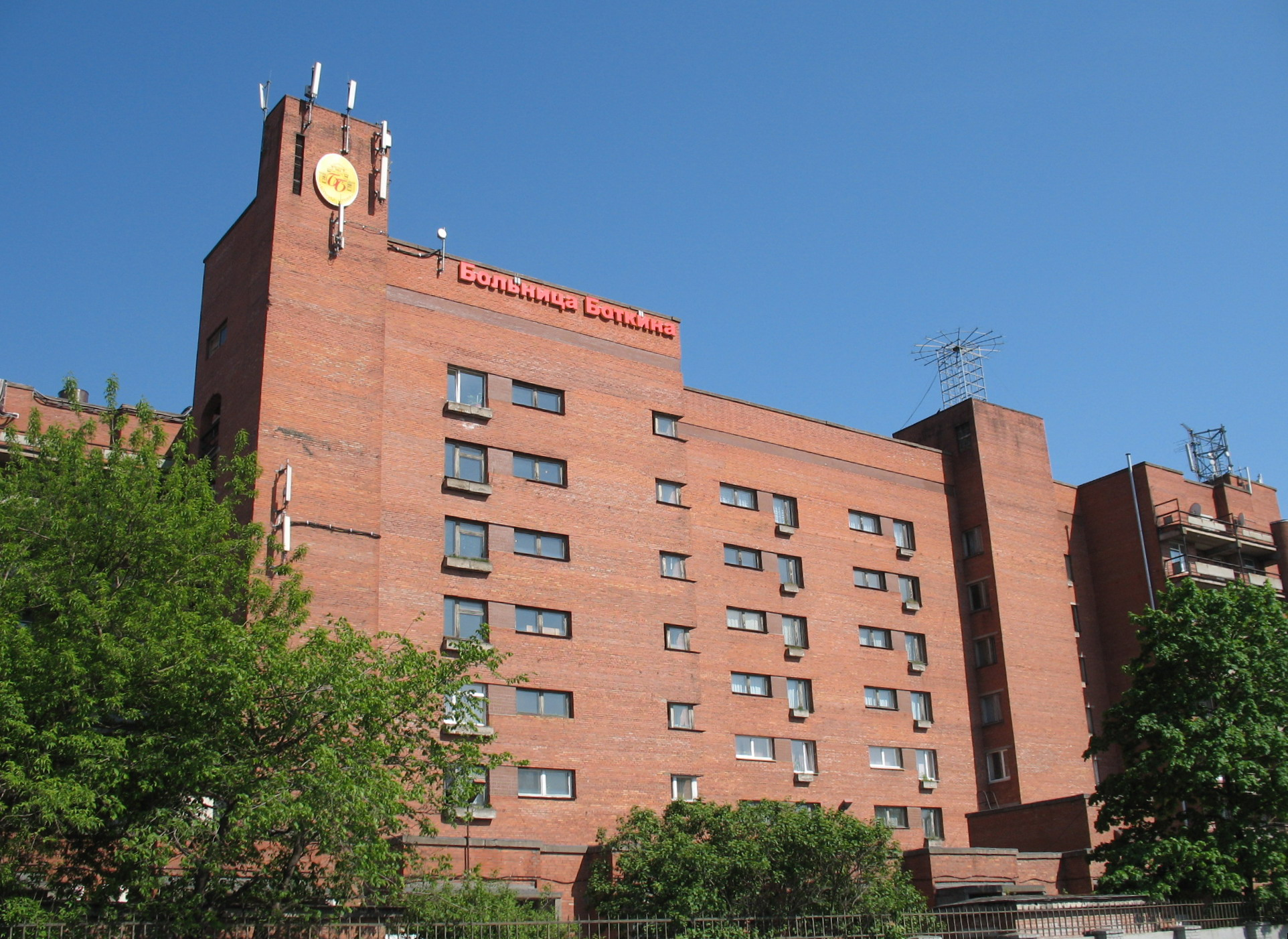
Botkin-Krankenhaus, Piskarjowski Prospekt 49, St. Petersburg
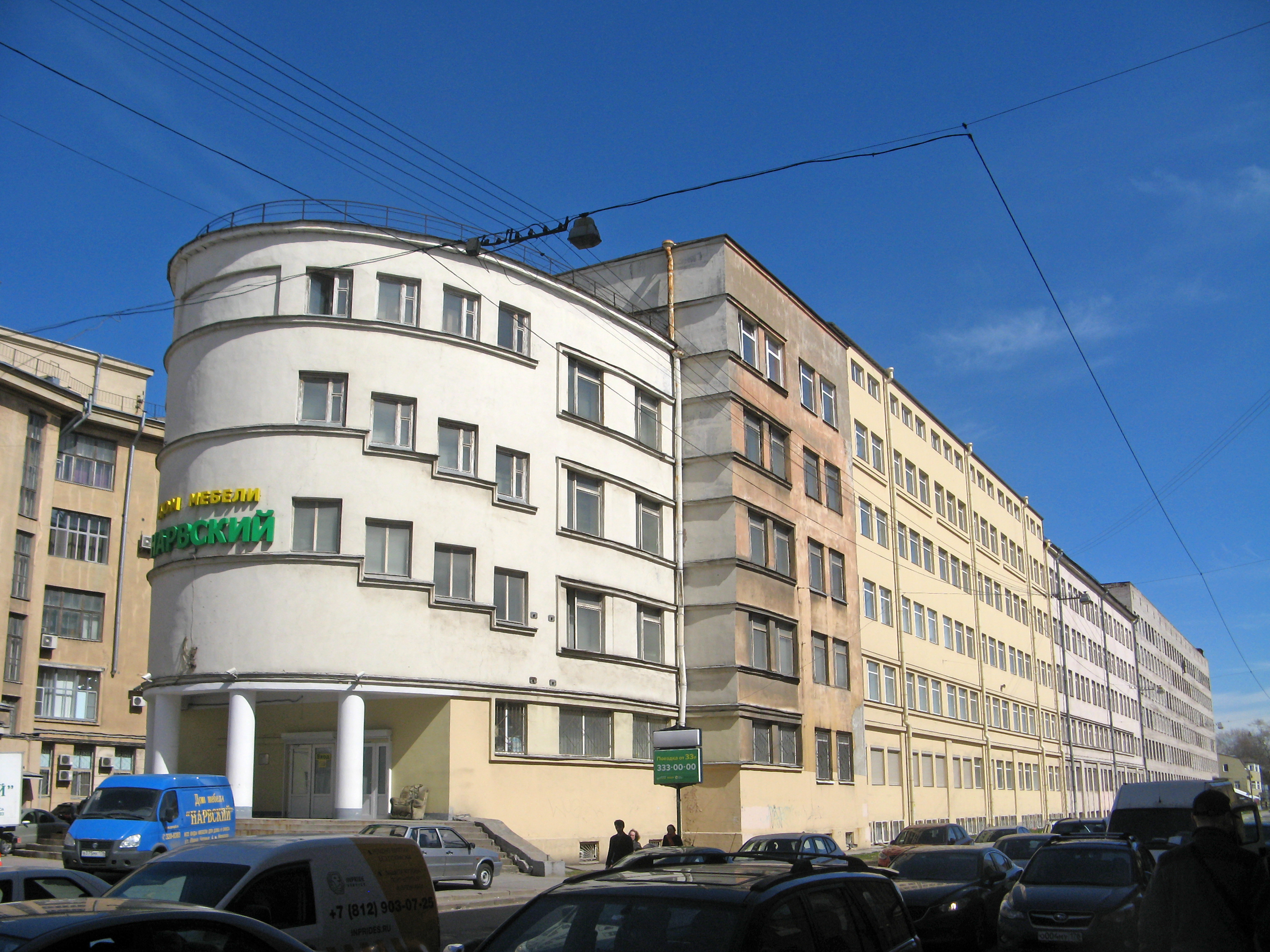
Haus der Technik-Lehre, Uliza I. Tschernych 4, St. Petersburg
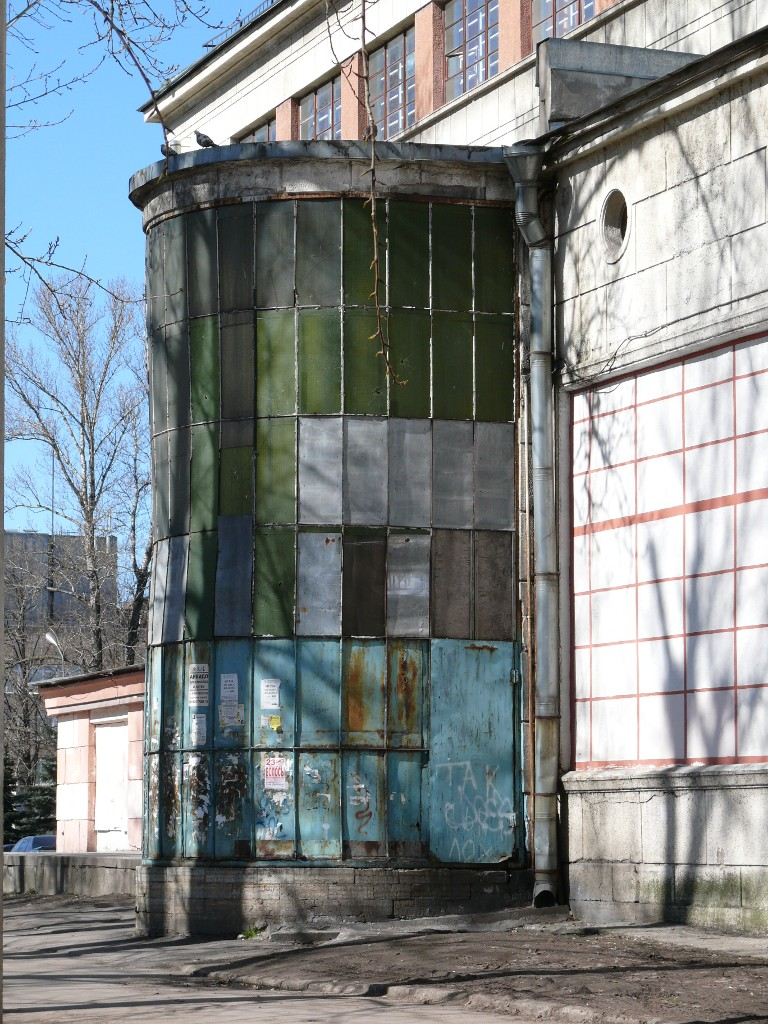
Gasa-Kulturpalast, Prospekt Statschek 72, St. Petersburg